# Dejvický potok

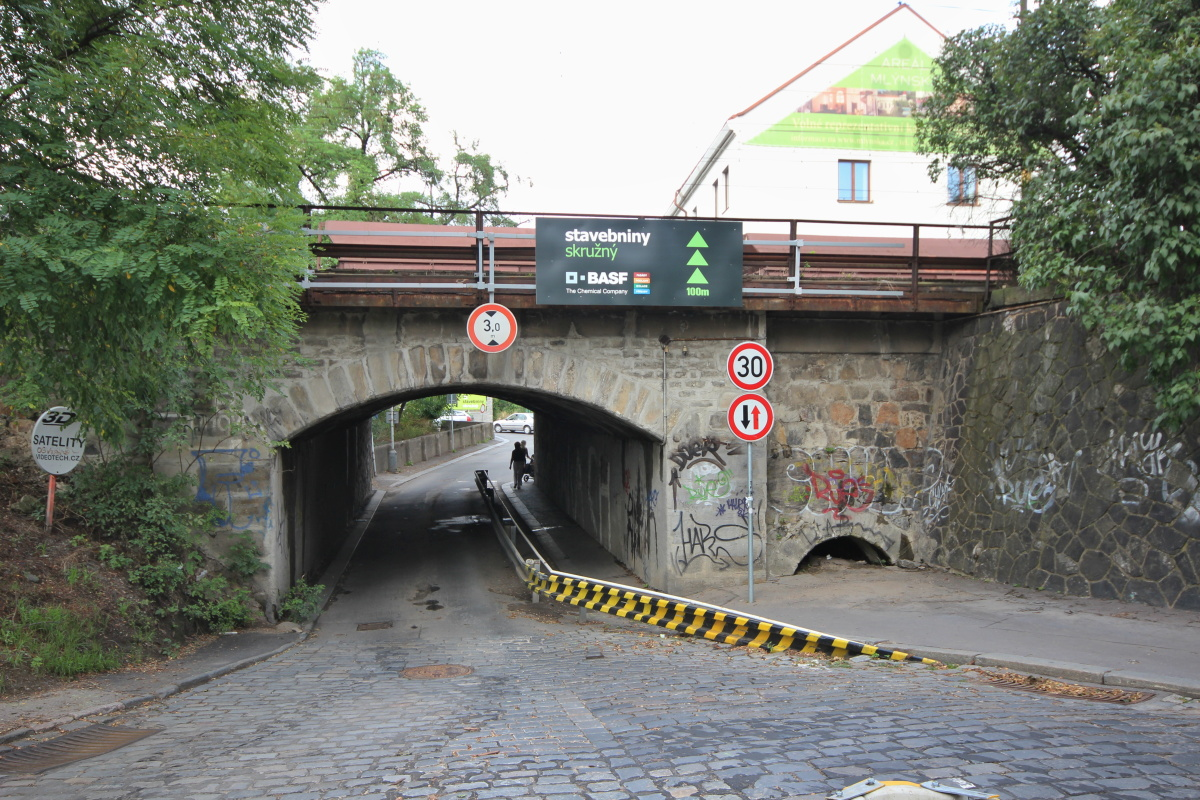
Průtok pod železniční tratí podél Mlýnské ulice v Bubenči

Dejvický potok, známý též jako Veleslavínský potok, je drobný vodní tok v Praze 6, dnes v převážné části kanalizovaný.
Pramenil nedaleko středu Veleslavína, připomíná ho název Potoční ulice a jezírko v areálu veleslavínského zámku. Tekl přes Vokovice a Dejvice přes dnešní ulice Na rozdílu a U dejvického rybníčku, kde ještě v roce 1935 napájel malý rybníček. Dále tekl Zavadilovou ulicí do oblasti starých Dejvic. Bahnité usazeniny odkryté při stavbě kancelářského areálu na Hadovce naznačují, že se zde ve středověku nacházel rybník nebo soustava rybníků. Potok dále tekl v místech dnešní Evropské ulice směrem do Bubenče. V Bubenči tekl přes dnešní náměstí Interbrigády, Maďarskou a Mlýnskou ulicí k Císařskému mlýnu, kde se vléval do vltavského ramene..
Až na dva krátké úseky je dnes potok zcela kanalizován. První otevřený úsek se nachází ve Vokovicích mezi ulicemi V Předním Veleslavíně a Na rozdílu. Tento úsek si dosud zachoval přírodě blízký ráz, je však ohrožen výstavbou bytů a silnic. Druhý, krátký otevřený úsek je ve viaduktu v Mlýnské ulici nedaleko bubenečského nádraží. Historickým dokladem o výskytu potoka jsou staré vrby v parku podél ulice Na rozdílu a také název ulice „U Dejvického rybníčku“.
Přítoky
V místech Interní nemocnice Bubeneč (bývalé „Sanatorium dr. Kramera pro nervosní v Bubenči“) na rohu ulic Maďarská a Chittussiho se do Dejvického potoka zprava vlévá přítok, který má prameniště nazývané Ve struhách v nedaleké rokli v parku Willyho Brandta. Park s potokem je pozůstatek rozlehlých Bučkových sadů, založených roku 1786 humanistou a národohospodářem Josefem Ignácem Bučkem z Heraltic.